# Никулино (Череповецкий район)
Никулино — деревня в Череповецком районе Вологодской области.
Входит в состав Ягницкого сельского поселения, с точки зрения административно-территориального деления — в Большедворский сельсовет.
Расстояние по автодороге до районного центра Череповца — 123 км, до центра муниципального образования Ягницы — 13 км. Ближайшие населённые пункты — Шепелево, Васюково, Большой Двор.
По переписи 2002 года население — 43 человека (17 мужчин, 26 женщин). Преобладающая национальность — русские (98 %).